# Filosofspexet
Filosofspexet (Filosofiska Lätta Knästående Spexargardet) är ett spexsällskap vid Göta studentkår vid Göteborgs universitet. 

## Om Filosofspexet
Namnet kommer av att spexet var ett spexsällskap vid Filosofiska Fakulteternas Studentkår vid Göteborgs universitet, innan den kåren gick samman med två andra kårer för att bilda Göta studentkår. Filosofspexets hemmascen är Lingsalen i Studenternas Hus (före detta kårhuset) i vilket även dess föreningslokal finns. Tidigare har man även spelat på Stenhammarsalen i Göteborgs konserthus. En filosofspexare känns igen på uniformen som består av vinröd skjorta, svart väst med medaljer, svarta byxor eller kjol samt svarta skor.

## Historia
Filosofspexet grundades 1964 då föreställningen van Tomen sattes upp. Efter att ha legat nere under 1970-talet återuppstod det i moderniserad form 1987 då sällskapet återuppsatte Rödvit från 1966. Sen dess har det spelat nästan varje år. 2006 års föreställning Elektra ställdes dock in mindre än en månad före den planerade premiären. 
Filosofspexet har anor från den tidigaste spextraditionen i Göteborg som startade med Slaget vid Svoldern eller Den farliga åldern eller Han syntes aldrig mer som kom 1914 och sattes upp av studenter vid dåvarande Göteborgs högskola. På den tiden sattes nya spex upp ibland flera gånger om året, ibland mer sporadiskt. Det hela insomnade på 1950-talet men återupptogs 1964, då ett nytt spex bildades vid Filosofiska fakulteten, den del av universitetet som var efterträdare till högskolan. Man ville då utmärka sig bland landets spexsällskap genom att istället för att basera föreställningarna på historiska personer använda litterära figurer. 
Man brukar tala om tre epoker i filosofspexets historia: Epok 1 från 1914, epok 2 1964–1970 och epok 3 från 1987. De två tidigare epokerna hade sannolikt uteslutande manliga ensembler, medan epok tre har blandad ensemble.

## Musik
Orkestern har den senare tiden bestått av blandat blås, stråk, piano, elgitarr, bas och trummor. Sedan 2011 (Bathorys Monster) används handhållna mikrofoner i sångnumren.

## Kända spexare
- Per Andersson - Skådespelare och komiker, känd från bland annat Grotesco.
- Jonas von Essen - Minnesmästare.
- Erik Lönnroth - Professor och ledamot av Svenska Akademien. Utnämndes till spexets hedersmajor.
- Sebastian Näslund - Ensamseglare och fridykare.
- Kristian Wedel - Journalist och författare.
- Thomas Kinding - Översättare, dramaturg och författare.

## Lista över uppsatta spex

### Epok I
| - Charleys tant (före 1914, importerat) - I vilddjurets tecken (odaterat) - Phan (odaterat) - 1911 Mohrens sista suck (importerat) - 1914 Slaget vid Svoldern - 1917 Robert och Signe - 1919 Finis Malorum - 1922 Pelmaninstitutet vid Göteborgs Högskola | - 1922 Till Österland vill jag fara - 1922 Hertigen av Mecklenburgs kraschan - 1924 Sokrates på studentafton - 1927 De sju mot Asine - 1928 Hoppla vi lever - 1932 Ecklesiastika ärendens beredning - 1934 Stormen - 1936 Arkimedes punkt | - 1936 Våld - 1936 The lost house - 1937 Galoschmordet - 1937 Sankta Lucia - 1938 Till mohikanernas land - 1941 Rapsodi utan mycket mening i - 1941 Gaudeamus, censurerad revy - 1942 Lycksalighetens ö | - 1943 Västeråströmska riksdagen - 1943 En man för Elisabeth - 1944 Christina och Monaldesco - 1945 Comedia Satania - 1946 Djuphavsforskning - 1947 Tre konungars möte - 1948 Trojanska kriget - 1949 På Richelieus tid |

### Epok II
- 1956 Gustav II Adolf
- 1964 van Tomen
- 1965 Odyssevs
- 1966 Rödvit
- 1967 Robinson
- 1968 Svanslös
- 1970 Morgan!

### Epok III
| - 1987 Rödvit (nypremiär) - 1989 Frank Ensten - 1990 Beaujolais - 1991 Möss - 1992 Atlantis - 1993 Amleth med h på slutet - 1994 Bellman - 1995 Earl Grey's testamente - 1996 Amazonas | - 1997 940 BC - 1998 Amerrka - 1999 Morgan! (nypremiär) - 2001 Desideria - 2002 Walt Dizzy - 2003 1917 - 2004 Nibelungen - 2005 Strindberg - 2007 Bloody Mary | - 2008 Pirater! - 2009 Lincoln, Lee och Lind - 2010 Maffia - 2011 Bathorys monster - 2012 Glenn - 2013 Kärlek på Nilen - 2014 Kejsarens Elixir - 2015 Illuminati - 2016 Systrarna Pankhurst | - 2017 Jesse James - 2018 Amleth med h på slutet (nypremiär) - 2019 Det förfärliga paradiset - 2020 Bockstensmannen - 2021 Tillbaka till Saltkråkan - 2022 En (förhoppningsvis) postcoronial revy - 2023 Kluedå - 2024 Doktor Uddavante - 2025 Wicket Gävla Spex |